# Centaurea dichroantha
Il fiordaliso giallo-roseo (nome scientifico  Centaurea dichroantha  A.Kern., 1874)  è una pianta erbacea, angiosperma dicotiledone, appartenente alla famiglia delle Asteraceae.

## Etimologia
Il nome generico (Centaurea) deriva dal Centauro Chirone. Nella mitologia greca si racconta che Chirone, ferito ad un piede, guarì medicandosi con una pianta di fiordaliso. L'epiteto specifico di questa pianta ( dichroantha ) indica che le corolle sono colorate di due colori diversi: giallo e rosa.

Il binomio scientifico della pianta di questa voce è stato proposto dal botanico austriaco Anton Joseph Kerner (1831-1898) nella pubblicazione ”Oesterreichische Botanische Zeitschrift. Gemeinnütziges Organ für Botanik”  del 1874.

## Descrizione

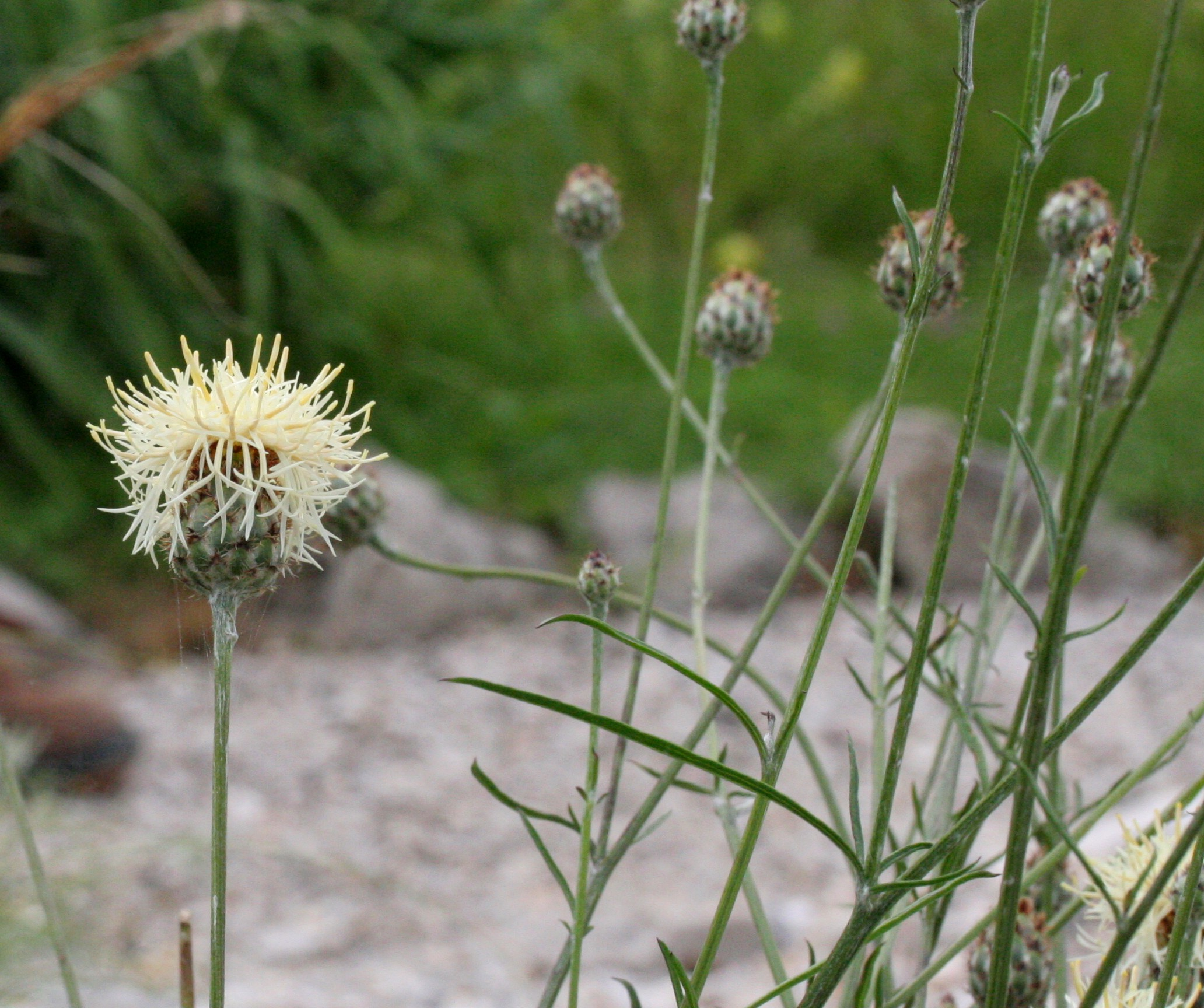
Il portamento
Località: Giardino Botanico Alpino "Giangio Lorenzoni", Pian Cansiglio, Tambre d'Alpago (BL), 1000 m s.l.m. - 04/07/2008

L'altezza di queste piante varia da 2,5 a 7 dm. La forma biologica è emicriptofita scaposa (H scap), ossia sono piante perenni, con gemme svernanti al livello del suolo e protette dalla lettiera o dalla neve, dotate di un asse fiorale eretto e spesso privo di (o con poche) foglie.

### Radici
Le radici sono secondarie da rizoma.

### Fusto
- Parte ipogea: la parte sotterranea è un rizoma monocefalo.
- Parte epigea: la parte aerea del fusto è arcuato-ascendente, glabra, angolosa e semplice o con uno o due rami.

### Foglie

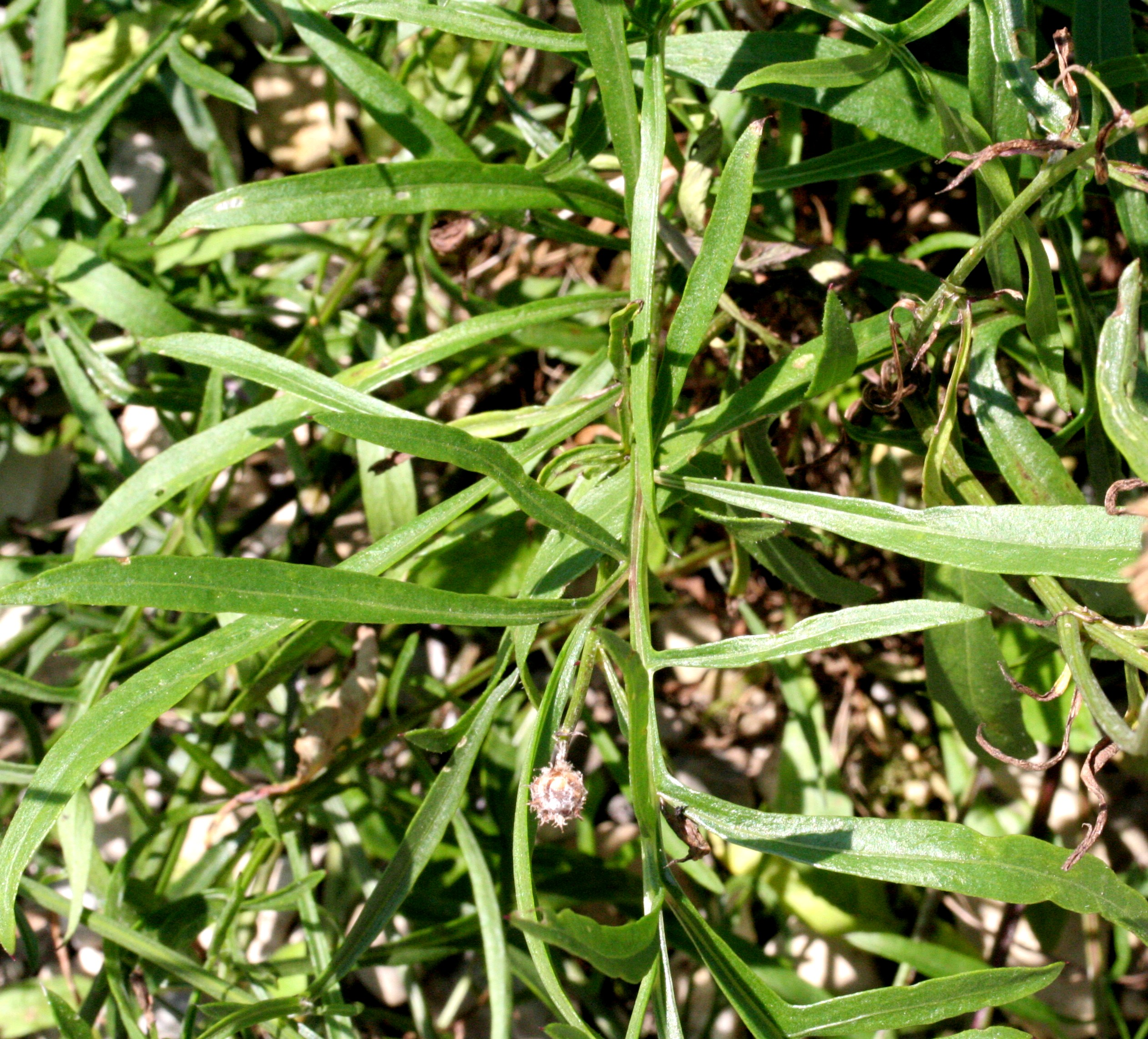
Le foglie
Località: Giardino Botanico Alpino "Giangio Lorenzoni", Pian Cansiglio, Tambre d'Alpago (BL), 1000 m s.l.m. - 16/07/2009

Le foglie, verdi e glabre, hanno una lamina a contorno pennatosetto completamente diviso in segmenti strettamente lanceolati o lineari (simili a lacinie). Le lacinie all'apice possiedono una punta callosa e cartilaginea (una spinula breve) inizialmente tomentosa, in seguito liscia. I segmenti lineari sono larghi 1 - 1,7 mm; sono lunghi 15 – 30 mm.

### Infiorescenza

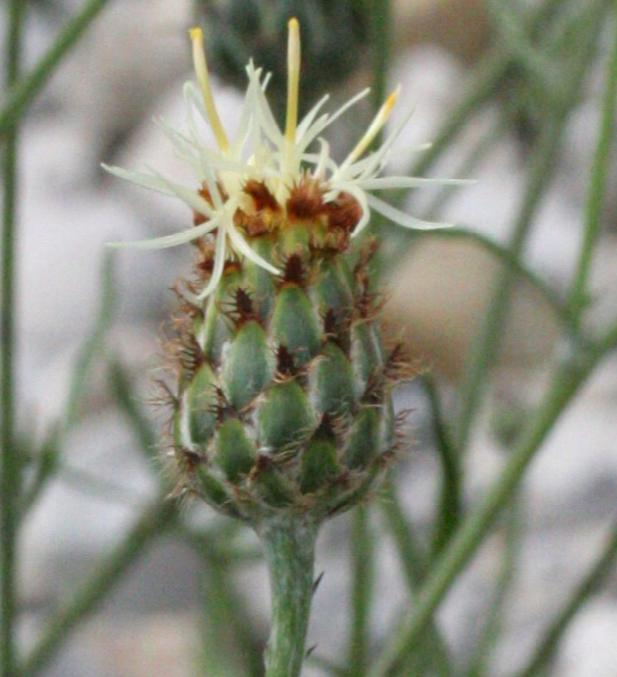
L’involucro
Località: Giardino Botanico Alpino "Giangio Lorenzoni", Pian Cansiglio, Tambre d'Alpago (BL), 1000 m s.l.m. - 04/07/2008

Le infiorescenze sono formate da capolini solitari all'apice del fusto o dei rami laterali. I capolini, peduncolati, sono formati da un involucro composto da diverse squame disposte in modo embricato al cui interno un ricettacolo fa da base ai fiori. L'involucro ha una forma più o meno globosa. Le squame sono glabre (quelle inferiori sono più o meno tomentose) e cigliate sui bordi (lunghezza delle ciglia 1 – 2 mm), sono striate e colorate di verde pallido. La parte apicale delle squame interne ha una forma sub-rotonda con bordo lacero-pettinato e una spina lunga 0,8 – 1 mm; quelle esterne hanno una punta triangolare spinosa (un fascetto di spine rigide e acute lunghe 0,9 - 1,9 mm) di colore nero o bruno; il margine può essere decorrente. Dimensioni dell'involucro: diametro 14,5 – 20 mm; lunghezza 27 – 20 mm. Diametro del capolino: 30 – 40 mm.

### Fiore

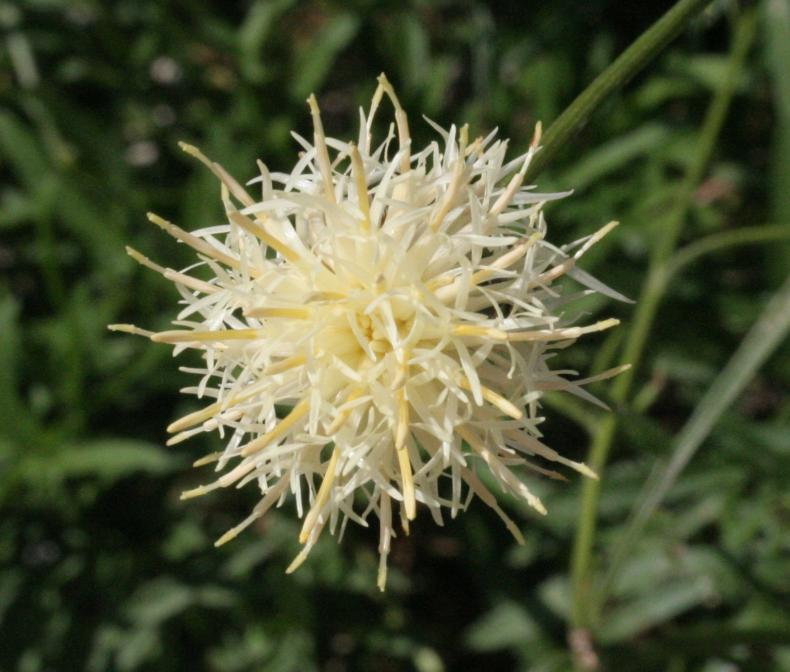
I fiori tubulosi
Località: Giardino Botanico Alpino "Giangio Lorenzoni", Pian Cansiglio, Tambre d'Alpago (BL), 1000 m s.l.m. - 16/07/2009

I fiori sono tutti del tipo tubuloso (il tipo ligulato, i fiori del raggio, presente nella maggioranza delle Asteraceae,  qui è assente), sono ermafroditi (in particolare quelli centrali), tetra-ciclici (sono presenti 4 verticilli: calice – corolla – androceo – gineceo) e pentameri (ogni verticillo ha 5 elementi).
- Formula fiorale:

- /x K {\displaystyle \infty }, [C (5), A (5)], G 2 (infero), achenio

- Calice: i sepali del Calice sono ridotti ad una coroncina di squame.
- Corolla: la corolla è tubulosa con apice a 5 lobi esili. Quelli centrali sono zigomorfi e sono ermafroditi, quelli periferici sono attinomorfi, sterili, più grandi e disposti in modo patente per rendere più appariscente tutta l'infiorescenza.[3]. Il colore della corolla è giallo (o più raramente purpureo chiaro quasi rosato).
- Androceo: gli stami sono 5 con filamenti liberi ma corti (sono pelosi verso la metà della loro lunghezza), mentre le antere sono saldate in un manicotto (o tubo) circondante lo stilo e lungo quasi quanto la corolla; la parte superiore è costituita da prolungamenti coriacei.[14] I filamenti delle antere sono provvisti di movimenti sensitivi attivati da uno stimolo tattile qualsiasi (come ad esempio un insetto pronubo) in modo da far liberare dalle antere il polline. Contemporaneamente anche lo stilo si raddrizza per ricevere meglio il polline.[3]
- Gineceo: gli stigmi dello stilo sono due divergenti; l'ovario è infero uniloculare formato da 2 carpelli.[14]
- Fioritura: da (luglio) agosto a settembre.

### Frutti
I frutti sono degli acheni lunghi 4 – 4,9 mm con pappo di colore bruno-purpureo lungo come l'achenio (o più: 4,6 - 6,3 mm).

## Biologia
- Impollinazione: l'impollinazione avviene tramite insetti (impollinazione entomogama).
- Riproduzione: la fecondazione avviene fondamentalmente tramite l'impollinazione dei fiori (vedi sopra).
- Dispersione: i semi cadendo a terra (dopo essere stati trasportati per alcuni metri dal vento per merito del pappo – disseminazione anemocora) sono successivamente dispersi soprattutto da insetti tipo formiche (disseminazione mirmecoria).

## Distribuzione e habitat

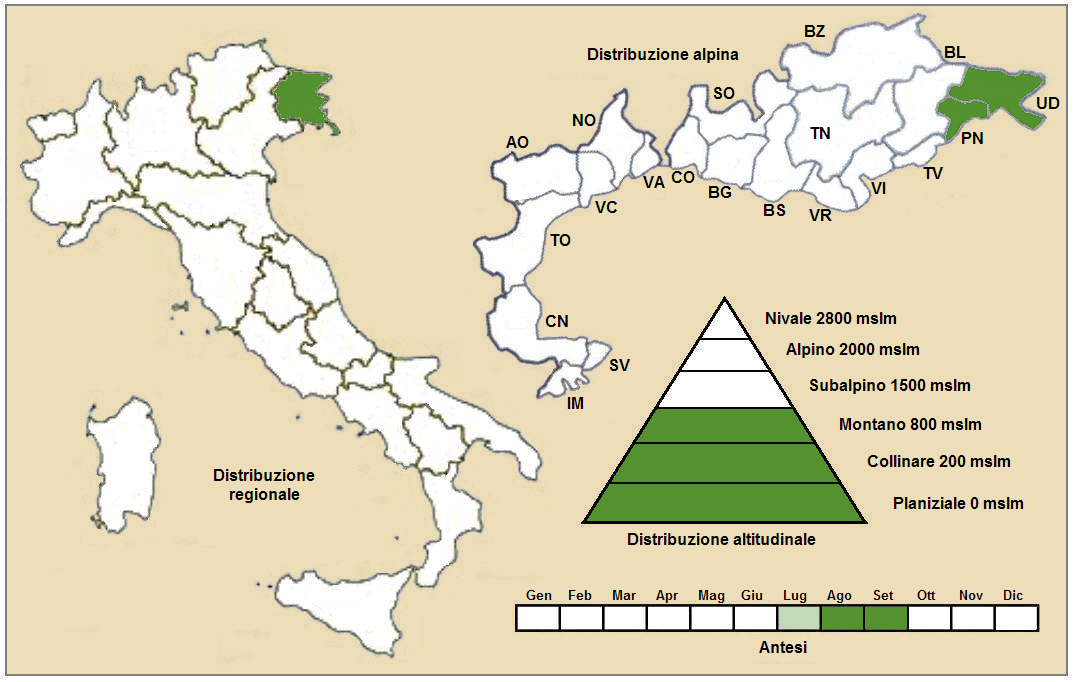
Distribuzione della pianta
(Distribuzione regionale – Distribuzione alpina)

- Geoelemento: il tipo corologico (area di origine) è Subendemico o Est - Alpico. Il substrato preferito è calcareo con pH basico, bassi valori nutrizionali del terreno che deve essere arido.[16]
- Distribuzione: in Italia è presente solamente al Nord-Est (province di Udine e Pordenone) e in Slovenia.[16]
- Habitat: l'habitat tipico per queste piante sono i greti dei torrenti prealpini; ma anche le rupi, i ripari sotto roccia, i ghiaioni, le morene, le zone a pineta e gineprai.
- Distribuzione altitudinale: sui rilievi queste piante si possono trovare fino a 1.000 m s.l.m.; frequentano quindi i seguenti piani vegetazionali: collinare e montano (oltre a quello planiziale – a livello del mare).

### Fitosociologia
Dal punto di vista fitosociologico alpino Centaurea dichroantha appartiene alla seguente comunità vegetale:
Formazione: delle comunità a emicriptofite e camefite delle praterie rase magre secche
Classe: Festuco-Brometea
Ordine: Scorzonero-Chrysopogonetalia
Alleanza: Saturejion subspicatae
Associazione: Centaurenion dichroanthae

## Tassonomia
La famiglia di appartenenza di questa voce (Asteraceae o Compositae, nomen conservandum) probabilmente originaria del Sud America, è la più numerosa del mondo vegetale, comprende oltre 23.000 specie distribuite su 1.535 generi, oppure 22.750 specie e 1.530 generi secondo altre fonti (una delle checklist più aggiornata elenca fino a 1.679 generi). La famiglia attualmente (2021) è divisa in 16 sottofamiglie.
La tribù Cardueae (della sottofamiglia Carduoideae) a sua volta è suddivisa in 12 sottotribù (la sottotribù Centaureinae è una di queste).
Il genere Centaurea elenca oltre 700 specie distribuite in tutto il mondo, delle quali un centinaio sono presenti spontaneamente sul territorio italiano.

### Filogenesi
La classificazione della sottotribù rimane ancora problematica e piena di incertezze. Il genere di questa voce è inserito nel gruppo tassonomico informale Centaurea Group formato dal solo genere Centaurea. La posizione filogenetica di questo gruppo nell'ambito della sottotribù è definita come il "core" della sottotribù; ossia è stato l'ultimo gruppo a divergere intorno ai 10 milioni di anni fa.
La  C. dichroantha  appartiene al Complesso di Centaurea rupestris . I caratteri distintivi di questo gruppo sono:
- il ciclo biologico è perenne con piante alte 1 - 7 dm;
- il colore delle foglie è verde con superficie da glabra a tomentosa;
- le foglie inferiori sono completamente bi- pennatosette con tutti i segmenti più o men simili;
- i capolini sono da subsessili a lungamente peduncolati con involucri del diametro di 7 – 27 mm;
- le brattee ai lati sono provviste di ciglia pettinate (l'appendice è decorrente), mentre all'apice è presente una spina più o meno pungente;
- il colore dei fiori è più o meno giallo.

A questo gruppo appartengono le seguenti specie (sono indicati alcuni caratteri distintivi per ogni specie):
- Centaurea rupestris L.: la parte alta del fusto è nuda (afilla); le foglie cauline hanno delle stipule larghe 1 - 1,5 mm; i fiori (tubulosi) sono lunghi 4 – 5 mm; il pappo è più breve dell'achenio.
- Centaurea ceratophylla Ten.: la parte alta del fusto è fogliosa; le foglie cauline hanno delle stipule larghe 2 - 4,2 mm; i fiori (tubulosi) sono lunghi 5 - 6,5 mm; il pappo è più breve dell'achenio.
- Centaurea dichroantha A. Kern: le foglie sono glabre; le brattee dell'involucro hanno delle ciglia lunghe 1 – 2 mm; il colore dei fiori varia da giallo a purpureo; il pappo è lungo più o meno come l'achenio.
- Centaurea aracnoidea Viv.: le foglie sono ricoperte da un tomento aracnoideo (o sono glabrescenti); le brattee dell'involucro hanno delle ciglia lunghe 0,9 – 1 mm; il colore dei fiori è giallo; il pappo è lungo più o meno come l'achenio.

Il numero cromosomico di  C. dichroantha  è: 2n = 20.

### Variabilità
Questa specie è variabile; in particolare i carattere soggetti a variabilità sono i seguenti:
- il portamento della pianta può essere più robusto (con altezze fino a 80 cm);
- la ramificazione può essere più ricca;
- i segmenti delle foglie possono essere più larghi e lisci;
- la dimensione dei capolini può essere maggiore.

Specie con queste caratteristiche si possono trovare nella parte più orientale dell'areale della Centaurea dichroantha.

### Ibridi
Secondo Pignatti la  C. dichroantha  potrebbe essere una specie ibridogena non recente derivante dall'incrocio di Centaurea rupestris L. e Centaurea scabiosa L.. Tuttavia la specie di questa voce è bene separata dai due genitori sia per distribuzione geografica che per ambienti ecologici.

### Sinonimi
Questa entità ha avuto nel tempo diverse nomenclature. L'elenco seguente indica alcuni tra i sinonimi più frequenti: 
- Centaurea alpigena Paulin
- Centaurea dichroantha subsp. alpigena (Paulin) Á. Löve & D. Löve
- Centaurea dichroantha subsp. dichroantha
- Colymbada dichroantha (A.Kern.) Holub
- Colymbada dichroantha subsp. dichroantha
- Calcitrapa sordida Sweet

Nomi obsoleti per Centaurea dichroantha:
- Centaurea dichroantha subsp. alpigena (Paulin) Á.Löve & D.Löve (sinonimo di Centaurea scabiosa subsp. badensis (Tratt.) Gugler

## Altre notizie
La  centaurea a fiori bicolori  in altre lingue viene chiamata nei seguenti modi:
- (DE)  Zweifarbige Flockenblume
- (FR)  Centaurée à fleurs bicolores